# Girl Talk / The Speed Star
Singles de Namie Amuro
All for You
(2004) Want Me, Want Me
(2005)
 Girl Talk / The Speed Star  est le 26e single régulier de Namie Amuro sorti sur le label Avex Trax, ou le 28e sous son seul nom en comptant les deux sur Toshiba-EMI.
C'est un single "double-face A".
Il sort le 14 octobre 2004 au Japon, et atteint la 2e place du classement de l'Oricon. Il reste classé pendant 14 semaines, pour un total de 106 327 exemplaires vendus. 
C'est son premier single à sortir aussi en version CD+DVD.
Girl Talk sert de thème musical pour une campagne publicitaire pour la marque Lucido-L, et figurera sur l'album Queen of Hip-Pop, mais pas The Speed Star.

## Liste des titres
| 1. | GIRL TALK                     | 4:24 |
| 2. | the SPEED STAR                | 4:19 |
| 3. | GIRL TALK (Instrumental)      | 4:24 |
| 4. | the SPEED STAR (Instrumental) | 4:17 |